# Brazil: Cinema, Sex and the Generals
Brazil: Cinema, Sex and the Generals (em português, Brasil: Cinema, Sexo e os Generais) é um documentário britânico de 1985, dirigido por Simon Hartog, que mostra como os diretores de cinema brasileiros usavam o gênero pornochanchada para escapar da censura durante a época da ditadura militar no Brasil.
Este documentário foi proibido no Reino Unido.